# Megalotocepheus crinitus
Megalotocepheus crinitus är en kvalsterart som först beskrevs av Berlese 1905.  Megalotocepheus crinitus ingår i släktet Megalotocepheus och familjen Otocepheidae. Inga underarter finns listade i Catalogue of Life.